# Ville-sur-Retourne
Ville-sur-Retourne település Franciaországban, Ardennes megyében. Lakosainak száma 73 fő (2022. január 1.). Ville-sur-Retourne Annelles, Bignicourt, Cauroy, Ménil-Annelles, Mont-Saint-Remy és Pauvres községekkel határos.

## Népesség
A település népessége az elmúlt években az alábbi módon változott:
| Lakosok száma | 101  | 92   | 99   | 76   | 74   | 80   | 83   | 82   | 79   | 73   |
|               | 1968 | 1982 | 1990 | 2006 | 2013 | 2015 | 2017 | 2019 | 2020 | 2022 |